# Synagoga v Úsově
Synagoga Úsov je třetí synagogou v pořadí stojící ve středu židovské čtvrtě ve městě Úsov v okresu Šumperk. 

## Historie a popis
První synagoga v Úsově byla zničena během Třicetileté války. Druhá byla postavena v roce 1688, ale v roce 1722 vyhořela. V roce 1784 byla na jejím místě postavená nová, kterou v roce 1938 vypálili nacisté. Po druhé světové válce je budova synagogy využívána církví čs. husitskou. V roce 1993 koupila chátrající budovu Nina Hofmanová, potomek jednoho z členů výboru židovské obce. Následně však synagogu darovala Židovské obci Olomouc, kdy též byla zahájena oprava celé budovy. Od roku 2001 je majitelem památky Federace židovských obcí ČR.